# Italexit
Italexit, cujo nome completo é No Europa per l'Italia - Italexit con Paragone, é um partido político nacionalista e eurocéptico na Itália. O seu fundador e líder é Gianluigi Paragone, um senador italiano e ex-jornalista de TV que se inspirou no Partido Brexit de Nigel Farage para criar o seu movimento, visando tirar a Itália da União Europeia (UE).

## História
Em janeiro de 2020 Gianluigi Paragone, um ex-⁣jornalista, conhecido pelas suas posturas populistas e eurocépticas, foi expulso do Movimento Cinco Estrelas (M5S) devido à sua oposição ao governo com o Partido Democrático (PD) de centro-esquerda e pró-europa.
Nos meses seguintes, surgiram especulações em torno da possibilidade de um novo movimento, liderado pelo próprio Paragone. Em julho de 2020, Paragone lançou o seu novo partido com o objectivo de tirar a Itália da UE semanas após o encontro com Nigel Farage.
Dois senadores do Movimento Cinco Estrelas, Carlo Martelli e Mario Giarrusso, deixaram o M5S para se juntarem ao Italexit em 2021.